# Мис Джери
„Мис Джери“ (на английски: Miss Jerry) е американски пълнометражен романтичен ням филм от 1894 година, продуциран и заснет от режисьора Александър Блек с участието на Бланш Бейлис и Уилям Къртиней. „Мис Джери“ не е точно филм, а по-скоро серия от поредни диапозитиви, последователно прожектирани върху голям екран с проектор за изображения, акомпанирани с разказ и музика. Това го прави първият в историята на кинематографията пример за пълнометражно драматично представление върху екран.
Премиерата на филма се състои на 9 октомври 1894 година в „Карбон Студио“ в Ню Йорк и веднага получава етикета „първата филмирана пиеса“. Докато останалите произведени по това време филми са късометражни документални или анимирани, „Мис Джери“ е първи опит да се създаде игрален филм от движещи се изображения, симулирайки движение чрез бързосменящи се диапозитиви на всеки 15 секунди. Само малка част от диапозитивите са се съхранили до наши дни.

## Сюжет
Когато открива, че баща и изпитва сериозни финансови затруднения, Джери Холбрук (Бланш Бейлис) решава да започне да гради кариера на журналистка в сърцето на Ню Йорк. Докато работи, тя се влюбва в главния редактор на вестника, мистър Хамилтън (Уилям Къртиней) и двамата започват връзка. Джери получава предложение да продължи кариерата си в Лондон, което довежда до напрежение между нея и Хамилтън. В крайна сметка Джери приема да се омъжи за Хамилтън и двамата заедно потеглят към Лондон.

## В ролите
- Бланш Бейлис като Джералдин Холбрук
- Уилям Къртиней като Уолтър Хамилтън
- Чонси Дипю като директора на „Ню Йорк Сентрал Рейлроуд“